# VII Congreso de la República de Colombia
Se conoce como Séptimo Congreso de la República de Colombia al electo para desempeñar funciones desde 2014 a 2018. El Congreso es la rama legislativa de la República de Colombia, compuesta por el Senado de Colombia y la Cámara de Representantes de Colombia. Se reunió en Santafé de Bogotá desde el 20 de julio de 2014 hasta el 20 de junio de 2018. Las elecciones de 2014 dieron al partido de la U la mayoría de las curules (58 escaños de 268). El Partido Liberal obtuvo la mayoría en Cámara de Representantes.

## Sesiones
El primer período de sesiones transcurrió entre el 20 de julio y el 16 de diciembre de 2014. El segundo comenzó el 16 de marzo de 2015 y finalizó el 20 de junio de ese año. Ambos períodos conformaron la Primera Legislatura.
La Segunda Legislatura comprende el primer período, que inició el 20 de julio de 2015 y terminó el 16 de diciembre de 2015, y el segundo período, que inició el 16 de marzo de 2016 y concluyó el 20 de junio de 2016.
El primer período de la primera legislatura de 2016-2018 (o Tercera Legislatura) comenzó el 20 de julio de 2016 y finalizó el 16 de diciembre de 2016. El segundo período de esta legislatura se inició el 16 de marzo de 2017 y concluyó el 20 de junio de 2017.
En la segunda legislatura 2016-2018 (o Cuarta Legislatura), el primer período se inició el 20 de julio de 2017 y terminó el 16 de diciembre de 2017, y  el segundo período comenzó el 16 de marzo de 2018 y finalizó el 20 de junio de 2018.

## Liderazgo

### Senado

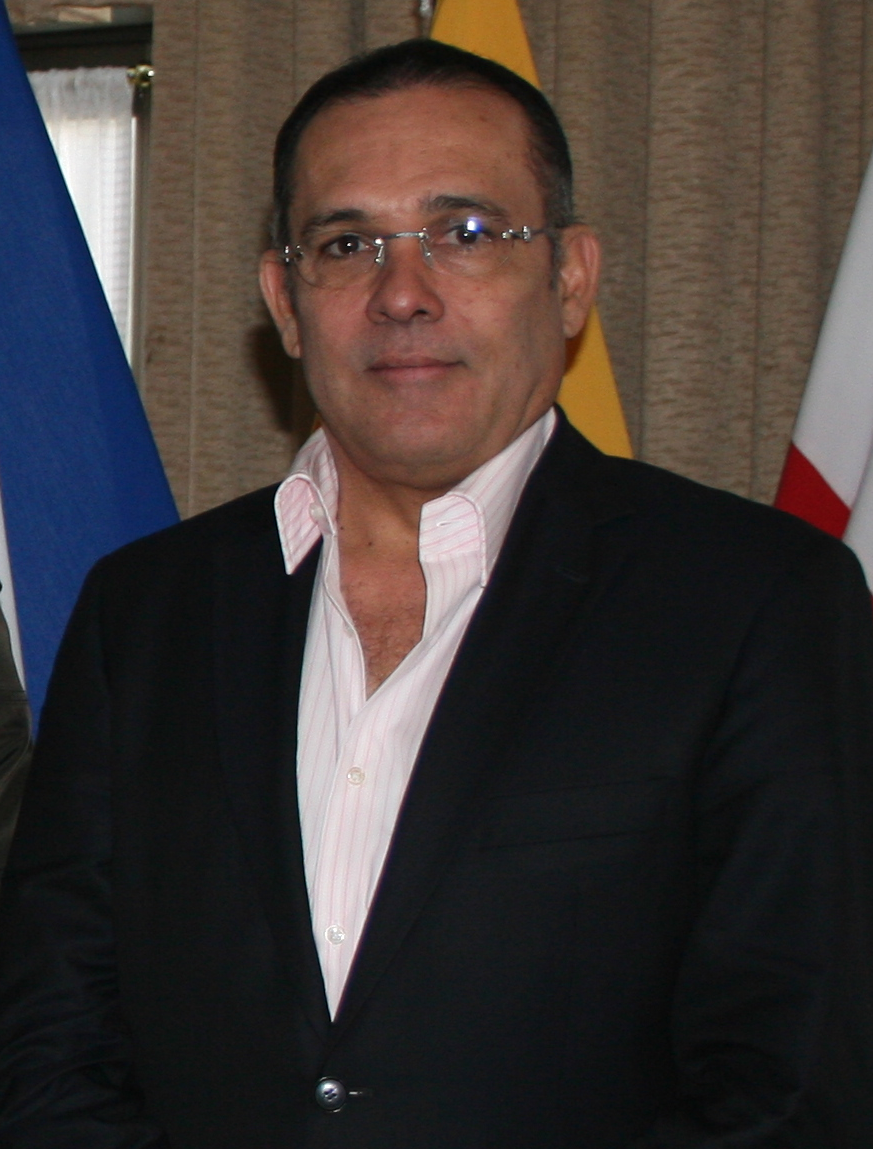
Presidente del Senado
Efraín Cepeda (C)

#### Primera legislatura (2014-2015)
- Presidente del Senado: José David Name Cardozo (U), desde 20 de julio de 2014 hasta 20 de junio de 2015.

#### Segunda legislatura (2015-2016)

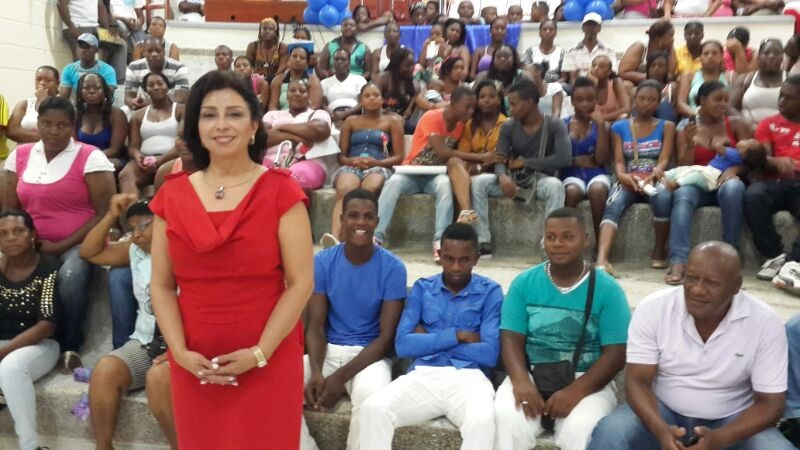
Vicepresidenta del Senado 2015–2016
Nidia Marcela Osorio (C)

- - Presidente del Senado: Luis Fernando Velasco (L) desde el 20 de julio de 2015 hasta el 20 de junio de 2016.
  - Vicepresidente: Nidia Marcela Osorio (C) desde el 20 de julio de 2015 hasta el 20 de junio de 2016.
  - Vicepresidente Segundo: Alexander López Maya (POLO) desde el 20 de julio de 2015 hasta el 20 de junio de 2016.
  - Secretario General: Gregorio Eljach

#### Tercera legislatura (2016–2017)

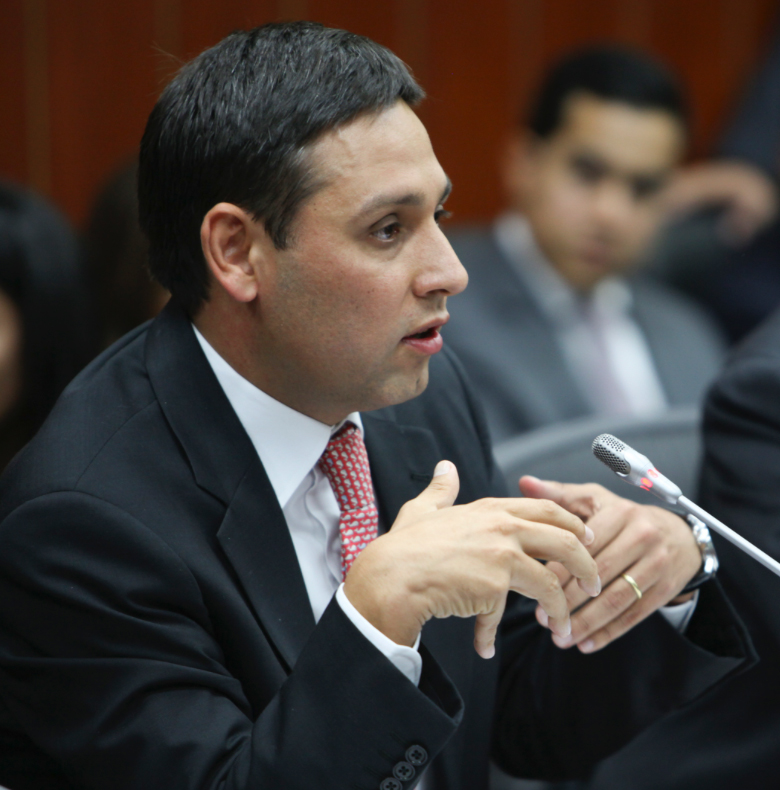
Presidente del Senado 2016–2017
Mauricio Lizcano (U)

- Presidente del Senado: Mauricio Lizcano, por Bogotá (Partido de la U), desde el 20 de julio de 2016
- Vicepresidente: Daira Galvis (Cambio Radical) desde el 20 de julio de 2016
- 2.º Vicepresidente: Iván Name (Alianza Verde) desde el 20 de julio de 2016

#### Cuarta legislatura (2017–2018)
- Presidente del Senado: Efraín José Cepeda Sarabia (C) desde el 20 de julio de 2017
- Vicepresidente: (Cambio Radical) desde el 20 de julio de 2016
- 2.º Vicepresidente: (Alianza Verde) desde el 20 de julio de 2016

### Cámara de Representantes

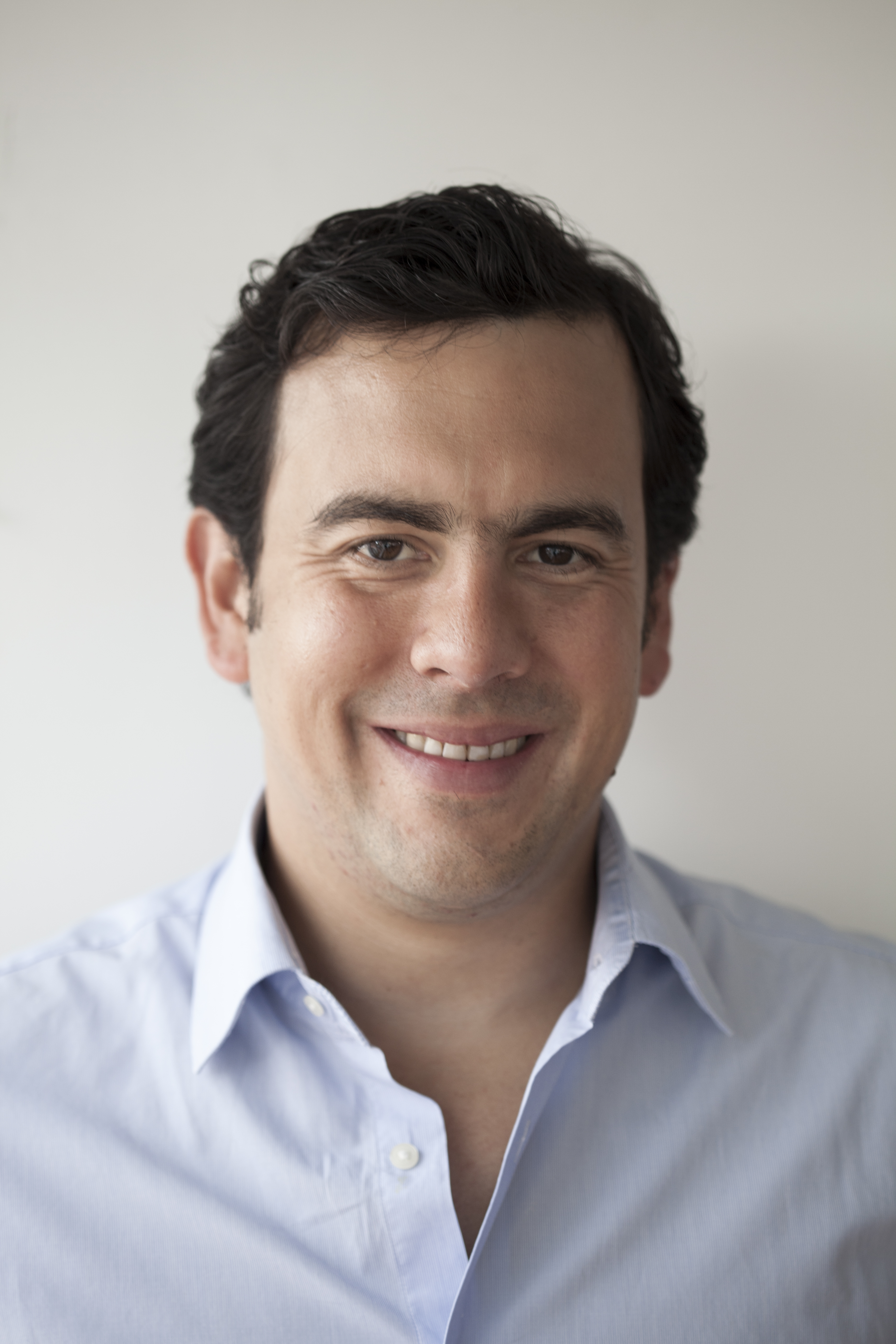
Presidente de la Cámara
Rodrigo Lara Restrepo (CR)

#### Primera legislatura (2014-2015)
- Presidente de la Cámara: Fabio Amín (L), por Córdoba, desde el 20 de julio de 2016 hasta el 20 de junio de 2017.
- Vicepresidente: 	Alejandro Carlos Chacón (Liberal) desde el 20 de julio de 2016 hasta el 20 de junio de 2017.
- Segundo Vicepresidente:	Jaime Armando Yepes (Conservador) desde el 20 de julio de 2016 hasta el 20 de junio de 2017.

#### Segunda legislatura (2015-2016)
- - Presidente de la Cámara: Alfredo Deluque (U) desde el 20 de julio de 2015 hasta el 20 de junio de 2016.

#### Tercera legislatura 2016–2017
- Presidente de la Cámara: Miguel Ángel Pinto (L) por Santander, 2016-2017, desde el 20 de julio de 2016
- Vicepresidente: (Cambio Radical) desde el 20 de julio de 2016
- 2.º Vicepresidente: (Alianza Verde) desde el 20 de julio de 2016

#### Cuarta legislatura 2017–2018
- Presidente de la Cámara: Rodrigo Lara Restrepo (CR), por Bogotá, desde el 20 de julio de 2017
- Vicepresidente: Lina Barrera (C) desde el 20 de julio de 2017
- 2.º Vicepresidente: Vacante (Vacante) desde el 20 de julio de 2017

## Miembros
En total estuvo conformado por 102 Senadores y 166 Representantes.

### Senado
|  | 1. Mauricio Aguilar 2. Jaime Amín 3. Hernán Andrade 4. Andrés Cristo L 5. Andrés García Zuccardi 6. Álvaro Ashton 7. Marco Avirama 8. Roy Barreras U 9. Armando Benedetti 10. Musa Besayle 11. Everth Bustamante CD 12. Ángel Custodio Cabrera 13. Carlos Enrique Soto 14. Carlos Fernando Motoa 15. Arleth Casado 16. Orlando Castañeda 17. Jesús Alberto Castilla 18. Bernabé Celis 19. Efraín Cepeda 20. Iván Cepeda POLO 21. Jimmy Chamorro U 22. Arturo Char 23. Susana Correa 24. Juan Manuel Corzo 25. Daniel Cabrales 26. Edinson Delgado 27. Javier Mauricio Delgado 28. Doris Vega 29. Luis Fernando Duque CD 30. Iván Duque Márquez 31. Jaime Durán Barrera 32. Eduardo Pulgar 33. Bernardo Elías 34. Eduardo Enríquez Maya 35. Manuel Enríquez Rosero 36. Fernando Araújo Rumié 37. Juan Manuel Galán L 38. Carlos Fernando Galán CR 39. Daira Galvis 40. Guillermo García Realpe 41. Lidio García Turbay 42. Nora García (C) 43. Teresita García Romero (OC), Consejo de Estado anula su elección el 9 de febrero de 2018 1. Partido MIRA asume desde el 10 de febrero de 2018 44. José Obdulio Gaviria (CD) 45. Sofía Gaviria (L), Consejo de Estado anula su elección el 9 de febrero de 2018 1. Partido MIRA asume desde el 10 de febrero de 2018 46. Roberto Gerlein (C) 47. José Alfredo Gnecco Zuleta 48. Ana Mercedes Gómez 49. Juan Diego Gómez 50. Antonio Guerra 51. María del Rosario Guerra (CD) | 1. Honorio Henriquez Pinedo (CD), Consejo de Estado anula su elección el 9 de febrero de 2018 1. Partido MIRA asume desde el 10 de febrero de 2018 2. Paola Holguín 3. Germán Darío Hoyos 4. Javier Tato Álvarez 5. Laureano Acuña 6. Mauricio Lizcano 7. Alexander López Maya 8. Claudia López Hernández 9. Luis Emilio Sierra 10. Luis Evelis Andrade 11. Ernesto Macías Tovar 12. Mario Fernández Alcocer 13. Maritza Martínez 14. Martín Morales Diz 15. Rosmery Martínez 16. Juan Samy Merheg 17. Miguel Amín 18. Manuel Guillermo Mora 19. Viviane Morales 20. José David Name 21. Iván Name 22. Antonio Navarro Wolff 23. Nohora Stella Tovar 24. Nidia Marcela Osorio 25. Jorge Iván Ospina 26. Myriam Alicia Paredes 27. Jorge Hernando Pedraza 28. Eugenio Prieto Soto 29. Jorge Eliécer Prieto 30. Alfredo Ramos Maya 31. Alfredo Rangel 32. Juan Carlos Restrepo 33. Rigoberto Barón 34. Jorge Enrique Robledo 35. Milton Rodríguez Sarmiento 36. Roosvelt Rodríguez 37. Sandra Villadiego 38. Guillermo Santos Marín 39. Senén Niño 40. Horacio Serpa 41. Olga Suárez Mira 42. Fernando Tamayo Tamayo 43. Teresita García Romero 44. Álvaro Uribe 45. Paloma Valencia 46. Germán Varón 47. Thania Vega 48. Luis Fernando Velasco 49. Rodrigo Villalba Mosquera 50. Yamina Pestana |

### Cámara de Representantes
|  | Fundación Ébano-Consejo Comunitario de los Corregimientos de San Antonio y del Castillo 1. María del Socorro Bustamante (FUNECO), falleció el 20 de marzo de 2015 1. Álvaro Gustavo Rosado Aragón, inició el 21 de marzo de 2015 2. Moisés Orozco Vicuña (FUNECO), asesinado el 20 de abril de 2017 y posteriormente declarada nulidad en su elección el 7 de julio de 2017 1. Vanessa Mendoza, (Consejo Comunitario de los Corregimientos de San Antonio y del Castillo) inició el 8 de julio de 2017 (1 Autoridades Indígenas de Colombia) 1. Germán Bernardo Carlosama López (AICO) (1–1 Liberal–Opción Ciudadana) 1. Eduar Benjumea (L) 2. Rafael Elizalde Gómez (OC) (6 Centro Democrático) 1. Oscar de Jesús Hurtado (L) 2. John Jairo Roldán (L) 3. Iván Darío Agudelo (L) 4. Julián Bedoya (L) 5. León Darío Ramírez (U) 6. Juan Felipe Lemos (U) 7. Horacio Gallón Arango (C) 8. Nicolás Echeverry (C) 9. Germán Blanco Álvarez (C) 10. Regina Zuluaga (CD) 11. Santiago Valencia (CD) 12. Federico Hoyos (CD) 13. Wilson Córdoba (CD) 14. Margarita Restrepo (CD) 15. Oscar Darío Pérez (CD) 16. José Ignacio Mesa (CR) 17. Víctor Correa Vélez (POLO) (1-1 Liberal-Partido Social de Unidad Nacional) 1. Pedro Jesús Orjuela Gómez (L) 2. Albeiro Vanegas Osorio (U) (3–2 Conservador–Partido de la U) 1. Mauricio Gómez Amín (L) 2. Martha Villalba Hodwalker (U) 3. Eduardo Crissien Borrero (U) 4. Aida Merlano Rebolledo (C) 5. Inés Cecilia López Flórez (C) 6. Armando Antonio Zabarain D'Arce (C) 7. Luis Eduardo Díaz Granados Torres (CR) (5–3-3 Centro Democrático–Liberal-Alianza Verde) 1. Olga Lucía Velásquez Nieto (L) 2. Clara Rojas (L) 3. Juan Carlos Lozada Vargas (L) 4. Carlos Arturo Correa Mojica (U) 5. Efraín Antonio Torres Monsalvo (U) 6. Telésforo Pedraza (C) 7. Rodrigo Lara Restrepo (CR) 8. María Fernanda Cabal (CD) 9. Esperanza Pinzón (CD) 10. Tatiana Cabello Flórez (CD) 11. Edward David Rodríguez Rodríguez (CD) 12. Samuel Hoyos (CD) 13. Angélica Lozano Correa (AV) 14. Ángela María Robledo (AV) 15. Inti Asprilla (AV) 16. German Navas Talero (POLO) 17. Alirio Uribe Muñoz (POLO) 18. Carlos Eduardo Guevara (MIRA) (2–2 Partido de la U-Cambio Radical) 1. Marta Cecilia Curi Osorio (U) 2. Alonso José Del Rio Cabarcas (U) 3. Hernando José Padaui Álvarez (CR) 4. Karen Violette Cure Corcione (CR) 5. Silvio José Carrasquilla Torres (L) 6. Pedrito Tomas Pereira Caballero (C) (2 Partido de la U) 1. Jairo Enrique Castiblanco Parra (U) 2. Cristóbal Rodríguez Hernández (U) 3. Humphrey Roa Sarmiento (C) 4. Rafael Romero Piñeros (L) 5. Ciro Alejandro Ramírez Cortes (CD) 6. Sandra Ortiz (AV) 1. Mario Alberto Castaño Pérez 2. Luz Adriana Moreno Marmolejo 3. Hernán Penagos Giraldo 4. Arturo Yepes Alzate 5. Hugo Hernán González Medina (1-1 Liberal-Conservador) 1. Harry Giovanny González García (L) 2. Luis Fernando Urrego Carvajal (C) (Liberal) 1. Jorge Camilo Abril Tarache (L) (2 Liberal) 1. Carlos Julio Bonilla Soto (L) 2. Crisanto Pizo Mazabuel (L) 3. John Jairo Cárdenas Moran (U) 4. Oscar Ospina Quintero (V) (Empate U-C-CR-OC) 1. Christian José Moreno Villamizar (U) 2. Alfredo Ape Cuello (C) 3. Eloy Quintero Romero (CR) 4. Fernando de la Peña Márquez (OC) (Empate) 1. Nilton Córdoba Manyoma 2. José Bernardo Flórez Asprilla | (1-1 Partido Político MIRA-Partido de la U) 1. Ana Paola Agudelo (MIRA) 2. Jaime Buenahora (U) (Partido de la U) 1. Fabio Amín (L) 2. Sara Piedrahíta Lyons (U) 3. Eduardo José Tous De La Ossa (U) 4. Raymundo Elías Méndez Bechara (U) 5. David Barguil (C) (2-2 Cambio Radical-Partido de la U) 1. Alfredo Guillermo Molina Triana (U) 2. José Edilberto Caicedo Sastoque (U) 3. Jorge Emilio Rey (CR), hasta el 21 de octubre de 2014 1. Gloria Betty Zorro Africano (CR) inició el 22 de octubre de 2014 4. Jorge Enrique Rozo Rodríguez (CR) 5. Orlando Alfonso Clavijo Clavijo (C) 6. Oscar Hernán Sánchez León (L) 7. Rubén Darío Molano Piñeros (CD) Empate (CR-ASI) 1. Carlos Alberto Cuenca Chaux (CR) 2. Edgar Alexander Cipriano Moreno (ASI) Empate (L-U) 1. Leopoldo Suárez Melo (L) 2. Alexander García Rodríguez (U) 1. Ana María Rincón Herrera 2. Jaime Felipe Lozada Polanco 3. Álvaro Hernán Prada Artunduaga 4. Flora Perdomo Andrade (HM) 1. Alfredo Rafael Deluque Zuleta 2. Antenor Durán Carrillo 1. Jaime Enrique Serrano Pérez 2. Kelyn Johana González Duarte 3. Eduardo Agatón Díaz Granados Abadía 4. Fabián Gerardo Castillo Suarez 5. Franklin Del Cristo Lozano De La Ossa 1. Ángelo Antonio Villamil Benavides (L) 2. Elda Lucy Contento Sanz 1. Neftalí Correa Díaz 2. Berner León Zambrano Eraso 3. Diela Liliana Benavides Solarte 4. Oscar Fernando Bravo Realpe 5. Bayardo Gilberto Betancourt Pérez 1. Alejandro Carlos Chacón Camargo 2. José Neftalí Santos Ramírez 3. Wilmer Ramiro Carrillo Mendoza 4. Ciro Antonio Rodríguez Pinzón 5. Juan Carlos García Gómez Empate (L-C) 1. Argenis Velásquez Ramírez (L) 2. Orlando Aníbal Guerra De La Rosa (C) 1. Luciano Grisales Londoño 2. Atilano Alonso Giraldo Arboleda 3. Jorge Ricardo Parra Sepulveda 1. Diego Patiño Amariles 2. Didier Burgos Ramirez 3. Mauricio Salazar Pelaez 4. Juan Carlos Rivera Peña 1. Jack Housni Jaller 2. Julio Eugenio Gallardo Archbold (MIR) 1. Edgar Alfonso Gómez Román 2. Miguel Ángel Pinto Hernández 3. Lina María Barrera Rueda 4. Ciro Fernández Núñez 5. Johana Chaves García 6. Ricardo Flórez Rueda 7. María Eugenia Triana Vargas 1. Nicolás Daniel Guerrero Montaño (U) 2. Yahir Acuña (r) José Carlos Mizger (100% Colombia) 3. Candelaria Patricia Rojas Vergara (100% Colombia) 1. Ángel María Gaitán Pulido (L) 2. Carlos Edward Osorio Aguiar (U) 3. Jaime Armando Yepes Martínez (U) 4. José Elver Hernández Casas (C) 5. Miguel Ángel Barreto Castillo (C) 6. Pierre García Jacquier (CD) (3 Partido de la U) 1. Álvaro López Gil (C) 2. Ana Cristina Paz Cardona (AV) 3. Carlos Abraham Jiménez López (CR) 4. Carlos Alberto Cuero Valencia (CD) 5. Elbert Díaz Lozano (U) 6. Fabio Alonso Arroyave Botero (L) 7. Guillermina Bravo Montaño (MIRA) 8. Heriberto Sanabria Astudillo (C) 9. Juan Fernando Reyes Kuri (L), hasta el XX de XXX de 2016 1. Hernán Sinisterra Valencia (L), inició el XX de XXX de 2016 10. Jorge Eliecer Tamayo Marulanda (U) 11. José Luis Pérez Oyuela (CR) 12. Nancy Denise Castillo García (L) 13. Rafael Eduardo Palau Salazar (U) (Empate CR-L) 1. Jair Arango Torres (CR) 2. Norbey Marulanda Muñoz (L) (Empate L-U) 1. Marco Sergio Rodríguez Merchán (L) 2. Nery Oros Ortiz (U) |  |

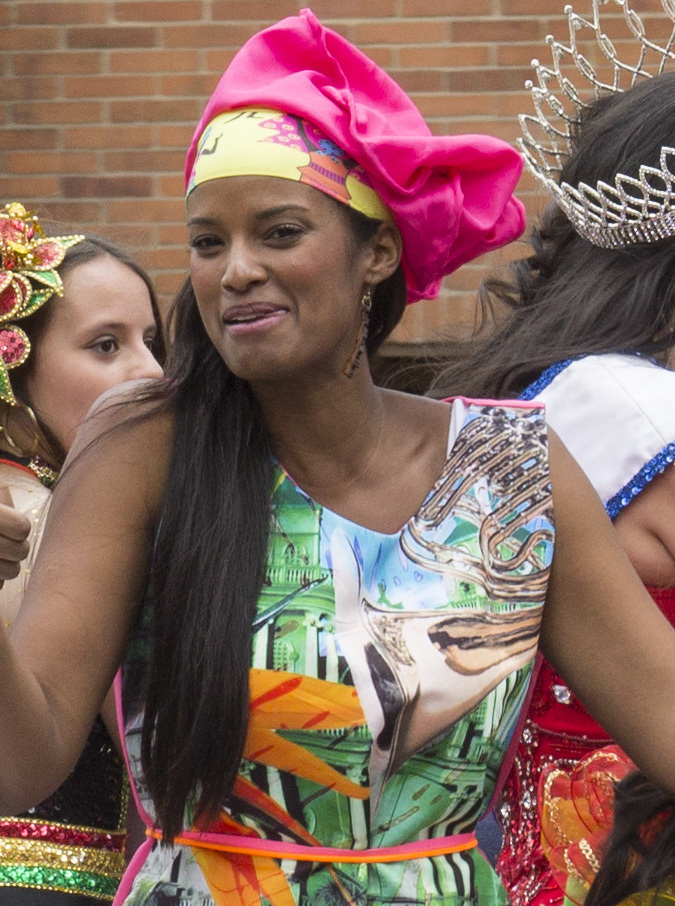
Vanessa Mendoza, Representante en la Cámara por los afrocolombianos